# Valros
Valros [val.ʁos] est une commune française située dans le sud du département de l'Hérault en région Occitanie.
Exposée à un climat méditerranéen, elle est drainée par divers petits cours d'eau.
Valros est une commune rurale qui compte 1 665 habitants en 2022, après avoir connu une forte hausse de la population depuis 1975. Elle fait partie de l'aire d'attraction de Béziers. Ses habitants sont appelés les Valrossiens ou  Valrossiennes.

## Géographie

### Communes limitrophes

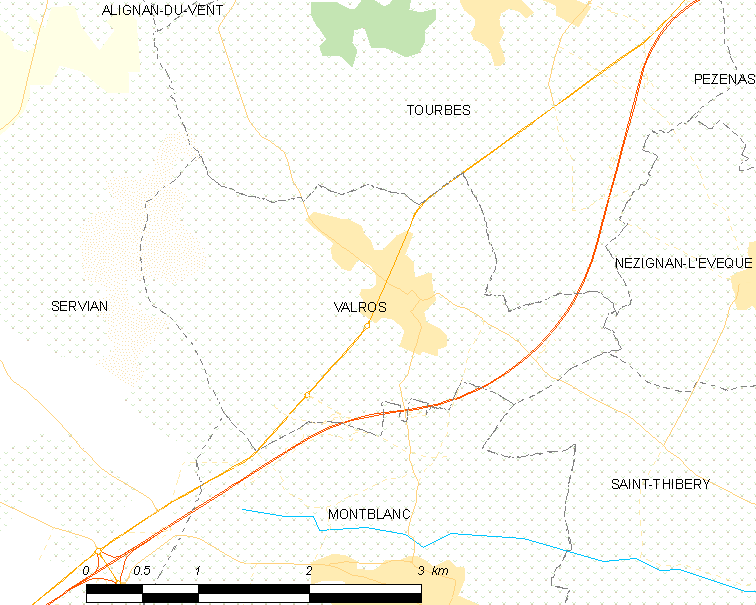
Carte

|         | Tourbes   |                   |
| Servian | Valros    | Nézignan-l'Évêque |
|         | Montblanc | Saint-Thibéry     |

### Climat
Pour des articles plus généraux, voir Climat de l'Occitanie et Climat de l'Hérault.
En 2010, le climat de la commune est de type climat méditerranéen franc, selon une étude s'appuyant sur une série de données couvrant la période 1971-2000. En 2020, Météo-France publie une typologie des climats de la France métropolitaine dans laquelle la commune est exposée à un climat méditerranéen et est dans la région climatique  Provence, Languedoc-Roussillon, caractérisée par une pluviométrie faible en été, un très bon ensoleillement (2 600 h/an), un été chaud (21,5 °C), un air très sec en été, sec en toutes saisons, des vents forts (fréquence de 40 à 50 % de vents > 5 m/s) et peu de brouillards.
Pour la période 1971-2000, la température annuelle moyenne est de 14,6 °C, avec une amplitude thermique annuelle de 16 °C. Le cumul annuel moyen de précipitations est de 626 mm, avec 5,5 jours de précipitations en janvier et 2,4 jours en juillet. Pour la période 1991-2020, la température moyenne annuelle observée sur la station météorologique la plus proche, située sur la commune de Tourbes à 3 km à vol d'oiseau, est de 15,2 °C et le cumul annuel moyen de précipitations est de 607,5 mm,. Pour l'avenir, les paramètres climatiques de la commune estimés pour 2050 selon différents scénarios d'émission de gaz à effet de serre sont consultables sur un site dédié publié par Météo-France en novembre 2022.

### Milieux naturels et biodiversité
Aucun espace naturel présentant un intérêt patrimonial n'est recensé sur la commune dans l'inventaire national du patrimoine naturel,,.

## Urbanisme

### Typologie
Au 1er janvier 2024, Valros est catégorisée bourg rural, selon la nouvelle grille communale de densité à sept niveaux définie par l'Insee en 2022.
Elle est située hors unité urbaine. Par ailleurs la commune fait partie de l'aire d'attraction de Béziers, dont elle est une commune de la couronne,. Cette aire, qui regroupe 53 communes, est catégorisée dans les aires de 50 000 à moins de 200 000 habitants,.

### Occupation des sols
L'occupation des sols de la commune, telle qu'elle ressort de la base de données européenne d’occupation biophysique des sols Corine Land Cover (CLC), est marquée par l'importance des territoires agricoles (89,3 % en 2018), en diminution par rapport à 1990 (90,9 %). La répartition détaillée en 2018 est la suivante : 
cultures permanentes (82,7 %), zones urbanisées (10,7 %), zones agricoles hétérogènes (6,7 %). L'évolution de l’occupation des sols de la commune et de ses infrastructures peut être observée sur les différentes représentations cartographiques du territoire : la carte de Cassini (XVIIIe siècle), la carte d'état-major (1820-1866) et les cartes ou photos aériennes de l'IGN pour la période actuelle (1950 à aujourd'hui).

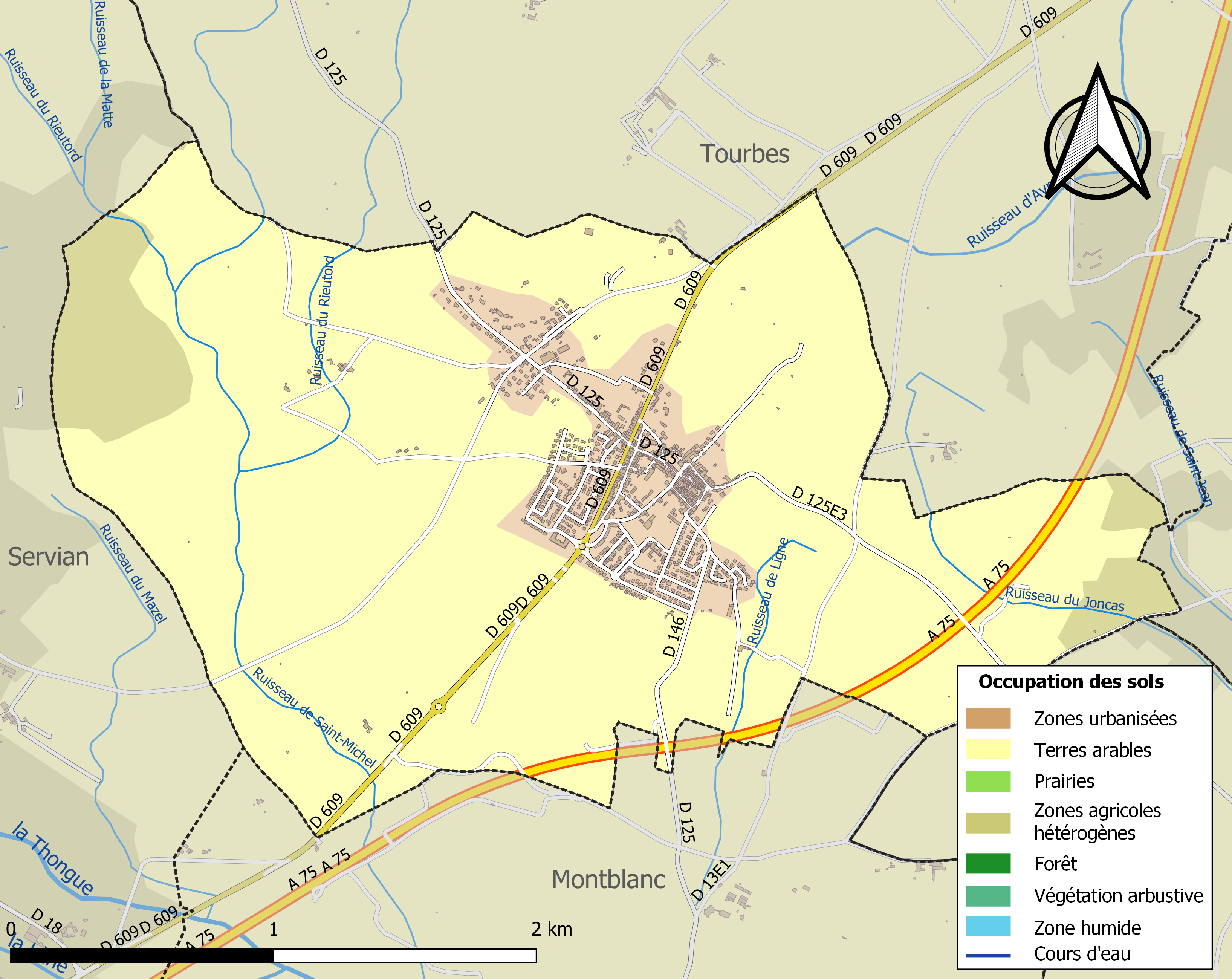
Carte des infrastructures et de l'occupation des sols de la commune en 2018 (CLC).

### Risques majeurs
Le territoire de la commune de Valros est vulnérable à différents aléas naturels : météorologiques (tempête, orage, neige, grand froid, canicule ou sécheresse), inondations et séisme (sismicité faible). Il est également exposé à un risque technologique, le transport de matières dangereuses. Un site publié par le BRGM permet d'évaluer simplement et rapidement les risques d'un bien localisé soit par son adresse soit par le numéro de sa parcelle.

#### Risques naturels
Certaines parties du territoire communal sont susceptibles d’être affectées par le risque d’inondation par débordement de cours d'eau, notamment La commune a été reconnue en état de catastrophe naturelle au titre des dommages causés par les inondations et coulées de boue survenues en 1982, 1986, 1989, 2014, 2016 et 2019,.
Valros est exposée au risque de feu de forêt du fait de la présence sur son territoire. Un plan départemental de protection des forêts contre les incendies (PDPFCI) a été approuvé en juin 2013 et court jusqu'en 2022, où il doit être renouvelé. Les mesures individuelles de prévention contre les incendies sont précisées par deux arrêtés préfectoraux et s’appliquent dans les zones exposées aux incendies de forêt et à moins de 200 mètres de celles-ci. L’arrêté du 25 avril 2002 réglemente l'emploi du feu en interdisant notamment d’apporter du feu, de fumer et de jeter des mégots de cigarette dans les espaces sensibles et sur les voies qui les traversent sous peine de sanctions. L'arrêté du 11 mars 2013 rend le débroussaillement obligatoire, incombant au propriétaire ou ayant droit,.

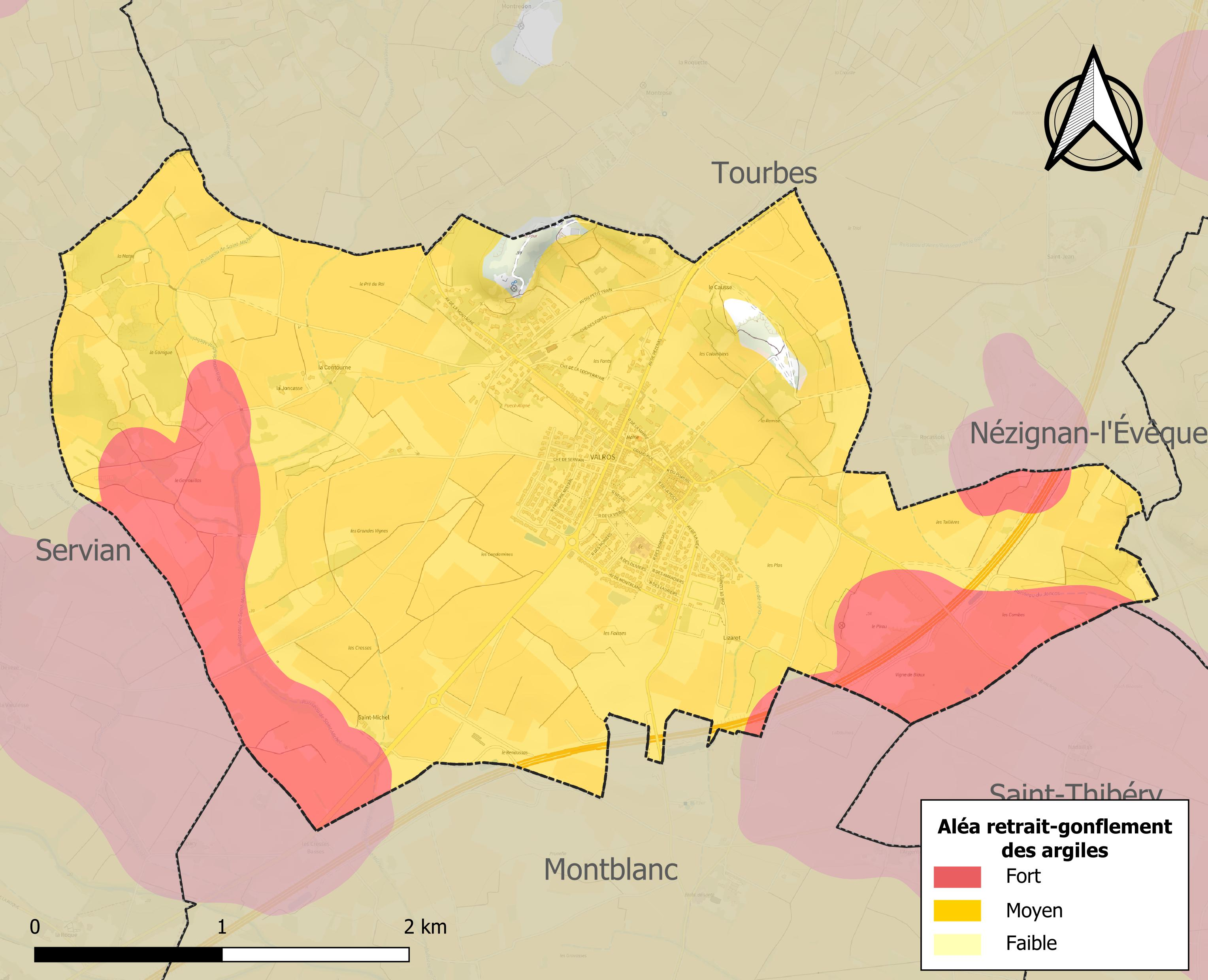
Carte des zones d'aléa retrait-gonflement des sols argileux de Valros.

Le retrait-gonflement des sols argileux est susceptible d'engendrer des dommages importants aux bâtiments en cas d’alternance de périodes de sécheresse et de pluie. 98,6 % de la superficie communale est en aléa moyen ou fort (59,3 % au niveau départemental et 48,5 % au niveau national). Sur les 750 bâtiments dénombrés sur la commune en 2019, 750 sont en aléa moyen ou fort, soit 100 %, à comparer aux 85 % au niveau départemental et 54 % au niveau national. Une cartographie de l'exposition du territoire national au retrait gonflement des sols argileux est disponible sur le site du BRGM,.
Par ailleurs, afin de mieux appréhender le risque d’affaissement de terrain, l'inventaire national des cavités souterraines permet de localiser celles situées sur la commune.

#### Risques technologiques
Le risque de transport de matières dangereuses sur la commune est lié à sa traversée par des infrastructures routières ou ferroviaires importantes ou la présence d'une canalisation de transport d'hydrocarbures. Un accident se produisant sur de telles infrastructures est susceptible d’avoir des effets graves sur les biens, les personnes ou l'environnement, selon la nature du matériau transporté. Des dispositions d’urbanisme peuvent être préconisées en conséquence.

## Toponymie
Le nom de la localité est attesté sous les formes Valcros en 990, puis podium seu gardam de Valrano en 1199, de Valranis en 1247 et 1248, Valranis en 1323, Valras en 1425, Valros en 1643.
La première forme Valcros renvoie directement au bas latin vallis « vallée » et crosum « creux », d'où le sens global de « val creux ». 
Remarque : Les formes citées plus tardivement semblent se rapporter à un autre lieu ou représenter un toponyme alternatif, en effet, l'élément -cros fait place à un élément -ran- dans plusieurs d'entre-elles, avant de se confondre avec elles dans -ras, puis -ros.
Le nom en occitan est Valròs [βal.'rɔs].

## Histoire

### Valros pendant l'Antiquité (jusqu'en 476)
Aux temps préhistoriques, une culture chasséenne s’y est développée. Cela indique l'ancienneté du peuplement dans la région, peuplement qui va s'affirmer au cours des millénaires suivants. Les Grecs, qui ont fondé des colonies sur les actuelles côtes françaises de la Méditerranée, y ont laissé des vestiges, témoins de leur passage du côté du Pirou sur un territoire largement celtisé comme en témoignent la toponymie et l'archéologie.
Avec la romanisation progressive, la civilisation gallo-romaine se développe ensuite à partir du Ier siècle av. J.-C. jusqu'aux alentours du Ve siècle apr. J.-C. De récentes fouilles ont mis au jour tout un réseau de villae, de chemins, d’aqueducs, de cimetières dans le bas du village. Le pays fait ensuite partie de la Septimanie wisigothique comme l’atteste une nécropole créée alors au lieu de La Tour et qui perdurera jusqu'à l’époque carolingienne.

### Valros au Moyen Âge (476-1492)
En août 1199, Raymond Roger Trencavel, vicomte de Béziers, donne à son vassal, Étienne de Servian, l'autorisation de construire les fortifications de la fortia sur le podium de Valros.
Jusqu'en 1247, Valros appartenait à la vicomté de Béziers. Cette dernière était divisée en seigneuries ecclésiastiques et en seigneuries royales dont celle de Valros.
En 1362, Valros est intégré au comté de Pézenas créé par le roi Jean II le Bon pour Charles d'Artois. Six ans plus tard, le dit comté est réuni au domaine royal par le roi Charles V.

### Valros aux Temps Modernes (1492-1789)

Plan par masse de culture (an XIV)

En mai 1576, le maréchal de Dampville, gouverneur de la province de Languedoc, prend d'assaut Valros à la suite d'un siège.

## Politique et administration
| Période        | Période        | Identité            | Étiquette | Qualité           |
| -------------- | -------------- | ------------------- | --------- | ----------------- |
| janvier 1790   | décembre 1790  | François Fabre      |           |                   |
| janvier 1791   | décembre 1793  | Bernard Goud        |           |                   |
| janvier 1794   | décembre 1804  | Jean Abbal          |           |                   |
| janvier 1805   | décembre 1808  | Jacques Goud        |           |                   |
| janvier 1809   | décembre 1817  | Jacques Abbal       |           |                   |
| janvier 1818   | décembre 1818  | Louis Fabre         |           |                   |
| janvier 1819   | octobre 1830   | Marc Goud           |           |                   |
| octobre 1830   | juillet 1836   | Jacques Abbal       |           |                   |
| juillet 1836   | juillet 1840   | Jacques Besard      |           |                   |
| juillet 1840   | décembre 1840  | Joseph Espagnac     |           |                   |
| décembre 1840  | octobre 1854   | Jean Martel         |           |                   |
| octobre 1854   | février 1866   | Lubin Martel        |           |                   |
| février 1866   | octobre 1872   | Isidore Bouyala     |           |                   |
| octobre 1872   | octobre 1876   | Justin Goud         |           |                   |
| octobre 1876   | janvier 1878   | Alban Garenq        |           |                   |
| janvier 1878   | octobre 1883   | Gustave Garenq      |           |                   |
| octobre 1883   | mai 1888       | Sylvain Rech        |           |                   |
| mai 1888       | mai 1891       | Louis Fabre         |           |                   |
| mai 1891       | mai 1892       | Ephrem Dejean       |           |                   |
| mai 1892       | mars 1896      | Cyprien Laporte     |           |                   |
| mars 1896      | mai 1896       | Gustave Garenq      |           |                   |
| mai 1896       | mai 1900       | Marius Counienq     |           |                   |
| mai 1900       | novembre 1904  | Aristide Routie     |           |                   |
| novembre 1904  | mai 1907       | Joseph Boudet       |           |                   |
| mai 1907       | mai 1912       | Alphonse Castan     |           |                   |
| mai 1912       | décembre 1919  | Eugène Sargues      |           |                   |
| décembre 1919  | octobre 1926   | Henri Goud          |           |                   |
| octobre 1926   | octobre 1930   | Irénée Pierre       |           |                   |
| octobre 1930   | août 1944      | Hilarion Crouzillac |           |                   |
| août 1944      | mai 1945       | Emile Amalric       |           |                   |
| mai 1945       | mai 1953       | Marcel Cambon       |           |                   |
| mai 1953       | septembre 1963 | Roger Counienq      |           |                   |
| septembre 1963 | novembre 1966  | François Granier    |           | Viticulteur       |
| novembre 1966  | mars 1989      | Louis Maffre        |           | Viticulteur       |
| mars 1989      | mars 2001      | Jocelyn Blanc       |           | Viticulteur       |
| mars 2001      | mars 2014      | Roger Delgado       | SE        | Professeur de SVT |
| mars 2014      | En cours       | Michel Loup         | DVD       | Expert automobile |

## Démographie

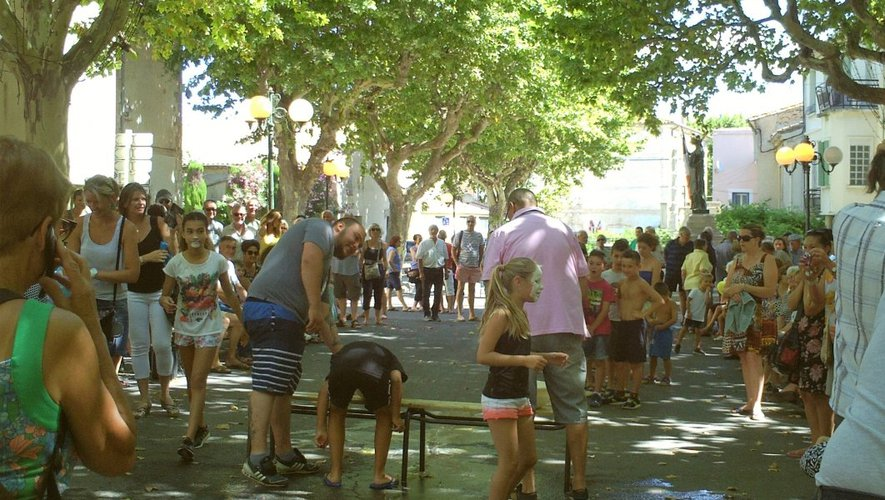
Une des fêtes du village, sur la Place de la République

L'évolution du nombre d'habitants est connue à travers les recensements de la population effectués dans la commune depuis 1793. Pour les communes de moins de 10 000 habitants, une enquête de recensement portant sur toute la population est réalisée tous les cinq ans, les populations de référence des années intermédiaires étant quant à elles estimées par interpolation ou extrapolation. Pour la commune, le premier recensement exhaustif entrant dans le cadre du nouveau dispositif a été réalisé en 2008.

En 2022, la commune comptait 1 665 habitants, en évolution de +4,59 % par rapport à 2016 (Hérault : +7,49 %, France hors Mayotte : +2,11 %).
| 1793 | 1800 | 1806 | 1821 | 1831 | 1836 | 1841 | 1846 | 1851 |
| ---- | ---- | ---- | ---- | ---- | ---- | ---- | ---- | ---- |
| 405  | 432  | 470  | 551  | 553  | 525  | 530  | 502  | 556  |

| 1856 | 1861 | 1866 | 1872 | 1876 | 1881 | 1886 | 1891 | 1896 |
| ---- | ---- | ---- | ---- | ---- | ---- | ---- | ---- | ---- |
| 512  | 544  | 534  | 582  | 630  | 609  | 580  | 689  | 794  |

| 1901 | 1906 | 1911 | 1921 | 1926 | 1931 | 1936 | 1946 | 1954 |
| ---- | ---- | ---- | ---- | ---- | ---- | ---- | ---- | ---- |
| 934  | 879  | 868  | 924  | 865  | 861  | 762  | 754  | 701  |

| 1962 | 1968 | 1975 | 1982 | 1990  | 1999  | 2006  | 2008  | 2013  |
| ---- | ---- | ---- | ---- | ----- | ----- | ----- | ----- | ----- |
| 808  | 788  | 761  | 753  | 1 021 | 1 130 | 1 225 | 1 252 | 1 550 |

| 2018  | 2022  | - | - | - | - | - | - | - |
| ----- | ----- | - | - | - | - | - | - | - |
| 1 641 | 1 665 | - | - | - | - | - | - | - |

## Économie

### Revenus
En 2018, la commune compte 742 ménages fiscaux, regroupant 1 706 personnes. La médiane du revenu disponible par unité de consommation est de 20 520 € (20 330 € dans le département).

### Emploi
|                | 2008   | 2013   | 2018   |
| -------------- | ------ | ------ | ------ |
| Commune        | 6,8 %  | 10,8 % | 12,1 % |
| Département    | 10,1 % | 11,9 % | 12 %   |
| France entière | 8,3 %  | 10 %   | 10 %   |

En 2018, la population âgée de 15 à 64 ans s'élève à 925 personnes, parmi lesquelles on compte 80,6 % d'actifs (68,5 % ayant un emploi et 12,1 % de chômeurs) et 19,4 % d'inactifs,. En  2018, le taux de chômage communal (au sens du recensement) des 15-64 ans est supérieur à celui du département et de la France, alors qu'en 2008 la situation était inverse.
La commune fait partie de la couronne de l'aire d'attraction de Béziers, du fait qu'au moins 15 % des actifs travaillent dans le pôle,. Elle compte 229 emplois en 2018, contre 218 en 2013 et 205 en 2008. Le nombre d'actifs ayant un emploi résidant dans la commune est de 644, soit un indicateur de concentration d'emploi de 35,6 % et un taux d'activité parmi les 15 ans ou plus de 55,9 %.
Sur ces 644 actifs de 15 ans ou plus ayant un emploi, 128 travaillent dans la commune, soit 20 % des habitants. Pour se rendre au travail, 89,9 % des habitants utilisent un véhicule personnel ou de fonction à quatre roues, 1,4 % les transports en commun, 5 % s'y rendent en deux-roues, à vélo ou à pied et 3,7 % n'ont pas besoin de transport (travail au domicile).

### Activités hors agriculture

#### Secteurs d'activités
103 établissements sont implantés  à Valros au 31 décembre 2019. Le tableau ci-dessous en détaille le nombre par secteur d'activité et compare les ratios avec ceux du département,.
| Secteur d'activité                                                                                        | Commune | Commune | Département |
| Secteur d'activité                                                                                        | Nombre  | %       | %           |
| --- | ------- | ------- | ----------- |
| Ensemble                                                                                                  | 103     | 100 %   | (100 %)     |
| Industrie manufacturière, industries extractives et autres                                                | 6       | 5,8 %   | (6,7 %)     |
| Construction                                                                                              | 26      | 25,2 %  | (14,1 %)    |
| Commerce de gros et de détail, transports, hébergement et restauration                                    | 26      | 25,2 %  | (28 %)      |
| Information et communication                                                                              | 2       | 1,9 %   | (3,3 %)     |
| Activités financières et d'assurance                                                                      | 3       | 2,9 %   | (3,2 %)     |
| Activités immobilières                                                                                    | 6       | 5,8 %   | (5,3 %)     |
| Activités spécialisées, scientifiques et techniques et activités de services administratifs et de soutien | 15      | 14,6 %  | (17,1 %)    |
| Administration publique, enseignement, santé humaine et action sociale                                    | 8       | 7,8 %   | (14,2 %)    |
| Autres activités de services                                                                              | 11      | 10,7 %  | (8,1 %)     |

Le secteur du commerce de gros et de détail, des transports, de l'hébergement et de la restauration est prépondérant sur la commune puisqu'il représente 25,2 % du nombre total d'établissements de la commune (26 sur les 103 entreprises implantées  à Valros), contre 28 % au niveau départemental.

#### Entreprises et commerces
Les cinq entreprises ayant leur siège social sur le territoire communal qui génèrent le plus de chiffre d'affaires en 2020 sont : 
- Les Vignerons de Rozeilhan, commerce de gros (commerce interentreprises) de boissons (3 711 k€) ;
- Mehdi Trans, transports routiers de fret de proximité (1 091 k€) ;
- Flash Auto 34 SASU, commerce de voitures et de véhicules automobiles légers (427 k€) ;
- EURL Nicolas Coiffure, coiffure (256 k€) ;
- Vilar Ravalement, travaux de maçonnerie générale et gros œuvre de bâtiment (40 k€).

### Agriculture
La commune est dans la « Plaine viticole », une petite région agricole occupant la bande côtière du département de l'Hérault. En 2020, l'orientation technico-économique de l'agriculture  sur la commune est la viticulture.
|               | 1988 | 2000 | 2010 | 2020 |
| ------------- | ---- | ---- | ---- | ---- |
| Exploitations | 115  | 105  | 54   | 30   |
| SAU (ha)      | 920  | 826  | 451  | 292  |

Le nombre d'exploitations agricoles en activité et ayant leur siège dans la commune est passé de 115 lors du recensement agricole de 1988  à 105 en 2000 puis à 54 en 2010 et enfin à 30 en 2020, soit une baisse de 74 % en 32 ans. Le même mouvement est observé à l'échelle du département qui a perdu pendant cette période 67 % de ses exploitations,. La surface agricole utilisée sur la commune a également diminué, passant de 920 ha en 1988 à 292 ha en 2020. Parallèlement la surface agricole utilisée moyenne par exploitation a augmenté, passant de 8 à 10 ha.

## Culture locale et patrimoine

### Lieux et monuments

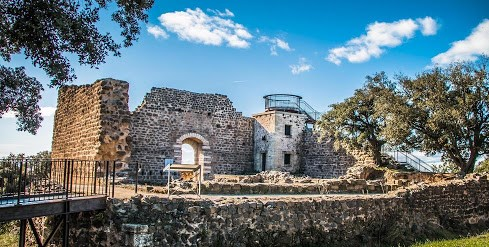
Tour médiévale de Valros, située sur un promontoire au nord du village.

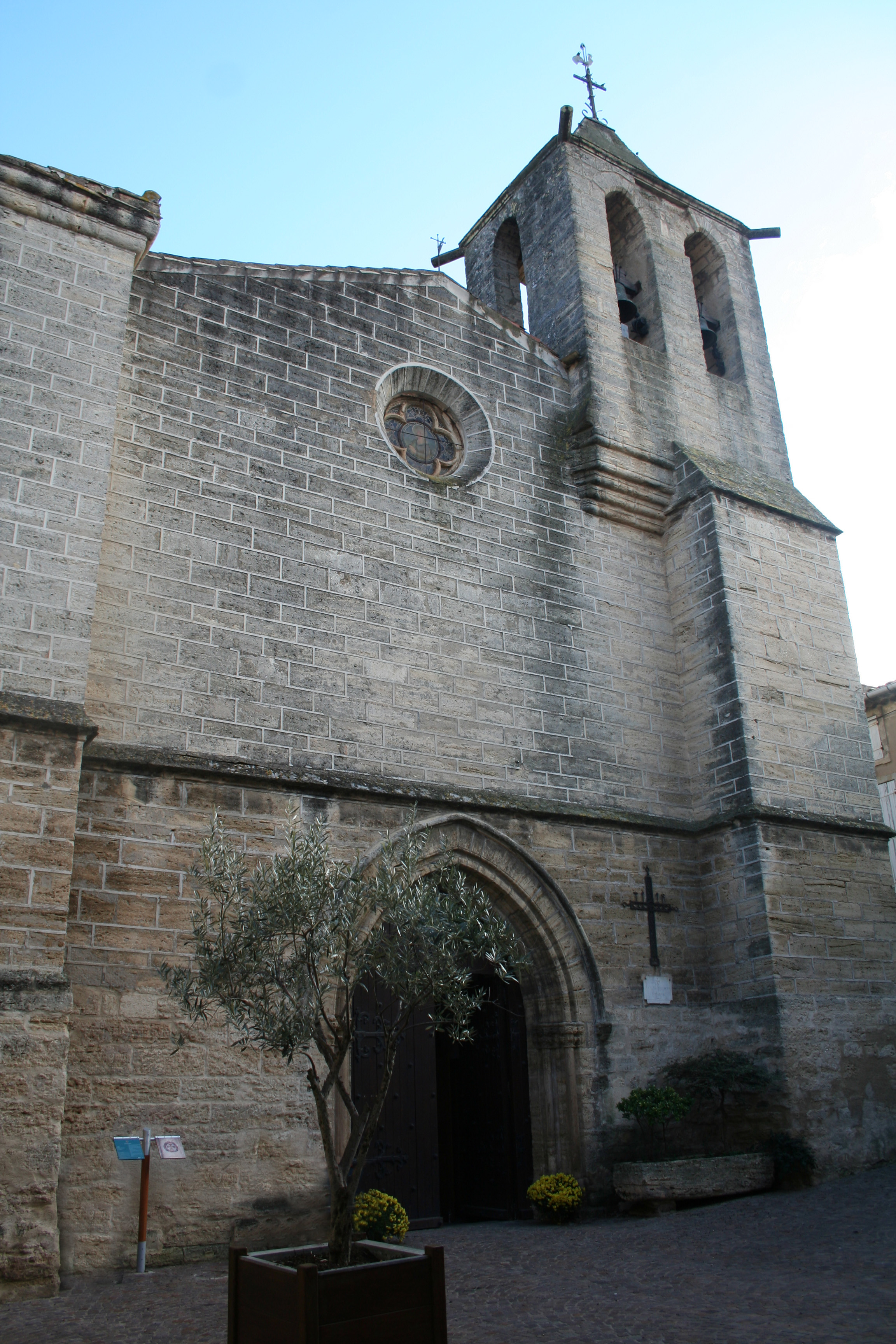
Façade de l'église paroissiale Saint-Étienne, dans le cœur du village.

- La Tour, vestiges situés sur une élévation à proximité de Valros.
- Le monument aux morts.
- La Marianne, statue située sur la place de la République.
- La statue de la Vierge.
- L'église paroissiale Saint-Étienne, construite au XVe siècle, est située dans le cœur du village. L'édifice a été inscrit au titre des monuments historiques en 1988[31].
- La cave coopérative du village.
- L'ancien château d'eau, situé sur la route entre Valros et Montblanc.
- Le domaine de Montrose, produisant du vin et abritant le camping du même nom.
- Le Mulet de Valros, animal totémique défilant dans les rues du village durant les fêtes d'été.
- Complexe sportif à la sortie du village, direction Montblanc, comprenant un stade de foot, des courts de tennis, et un skatepark.

### Héraldique
|  | Les armoiries de Valros se blasonnent ainsi : D'azur, au pairle losangé d'or et de sable. |

### Vie culturelle et associative

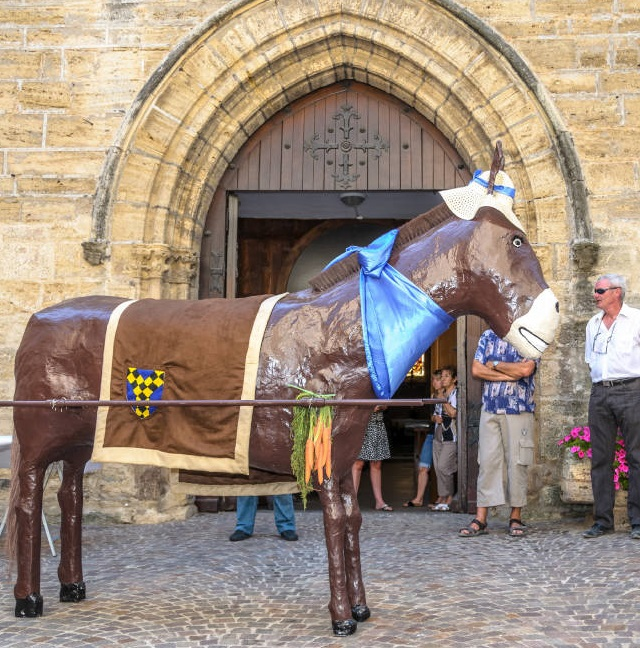
Le Mulet de valros, Animal totémique du village

#### Animations et Festivités
- Foyer Rural
- Chorale "Les Valrossignols"
- Club de l'essor
- Comité des fêtes
- VALRO'CK Attitude
- Le mulet de Valros (Animal Totémique)
- Comité de Jumelage Valros/Cieutat

#### Culture
- Les amis de la Tour

#### Sports et Loisirs
- Club de foot "AS Valros"
- Relais Aikido
- Diane Valrossienne
- Centre de Tir Sportif

#### Divers
- Fédération Nationale des Anciens Combattants en Algérie, Maroc et Tunisie

## Galerie

Valros
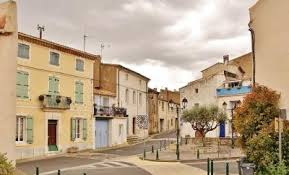
Grand Rue.
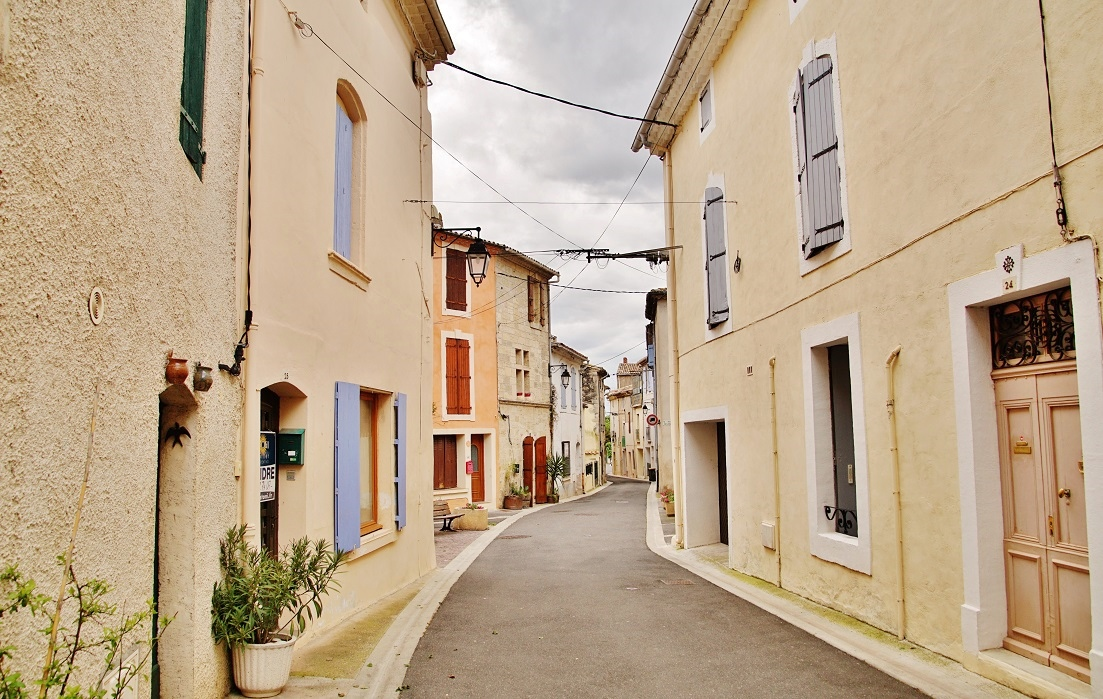
Rue du Portail, dans le cœur historique du village.
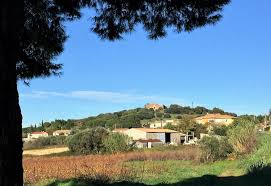
Vue de la tour médiévale, depuis la route de Servian (ancienne voie ferrée).
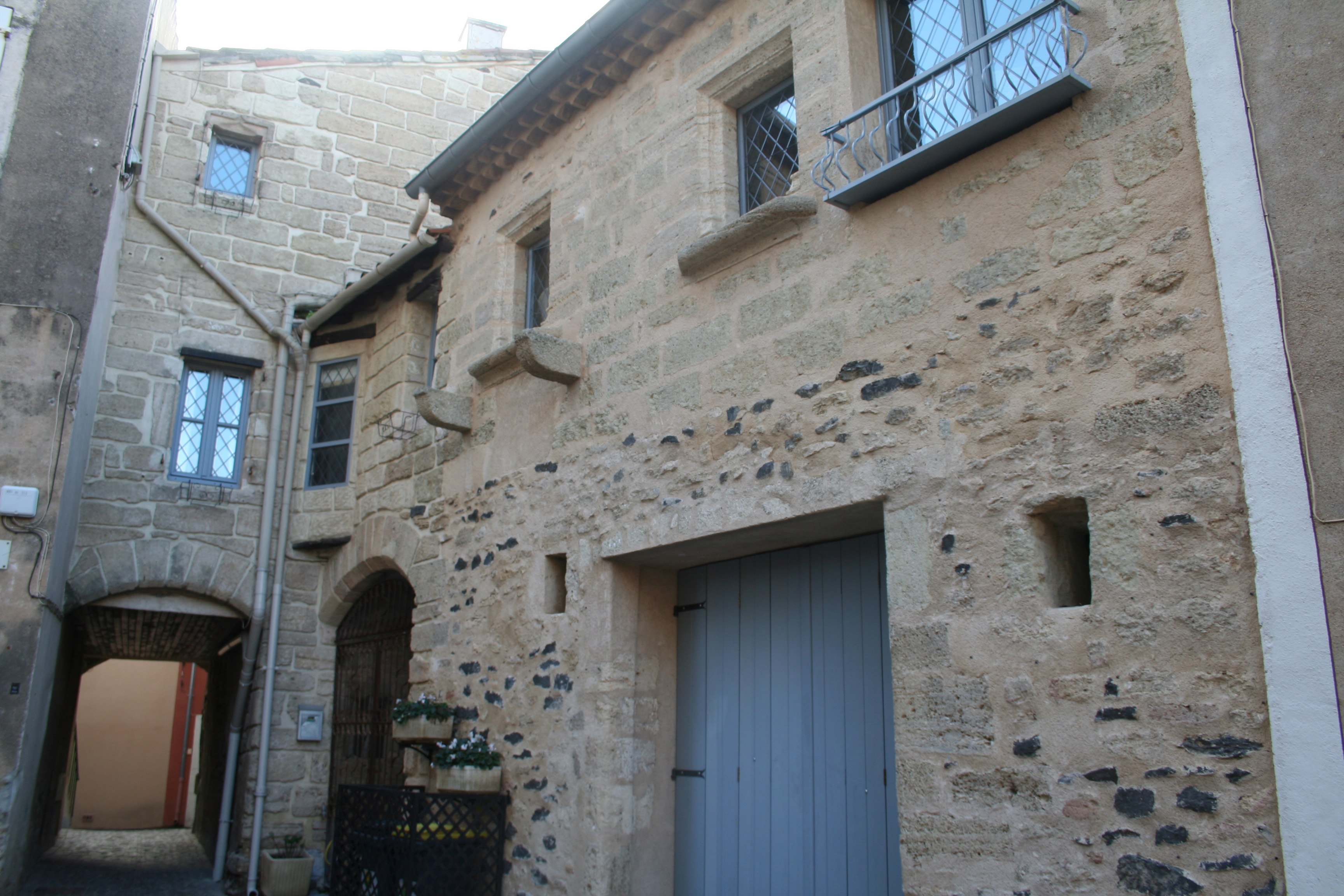
Passage de la Rue des Remparts, cœur du village.
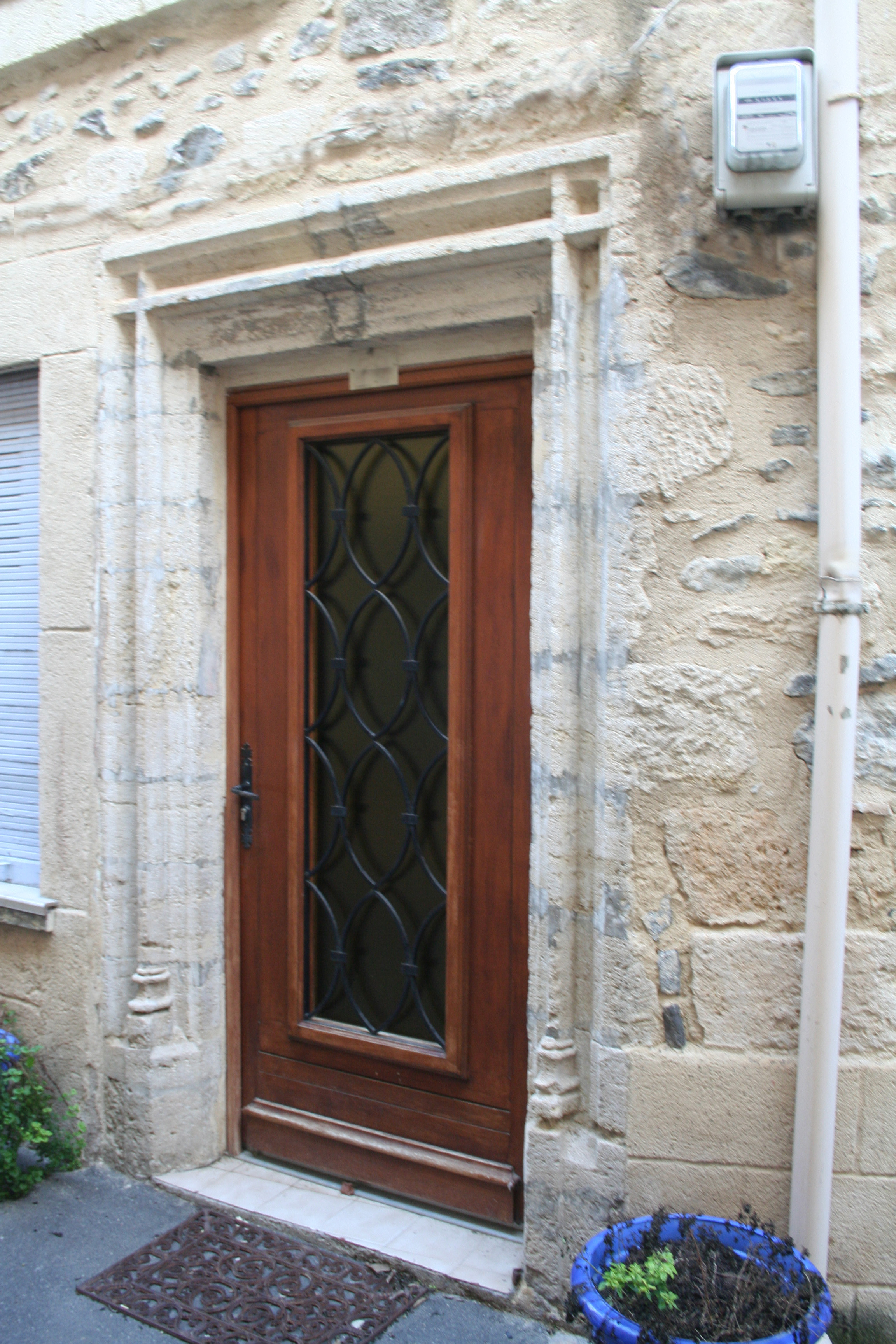
Exemple de porte ancienne que l'on peut trouver dans la partie historique du village.
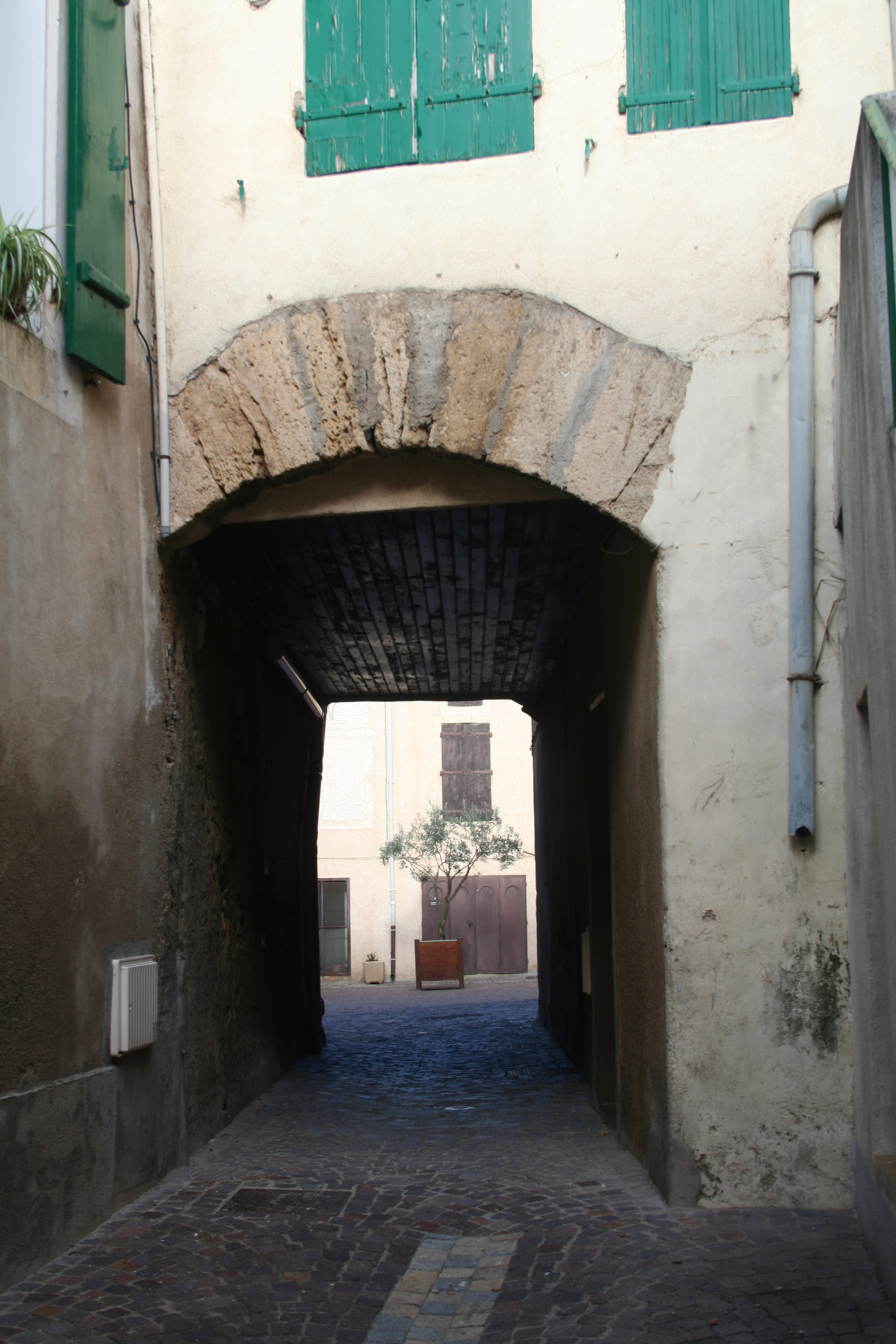
Passage de la Rue des Remparts.
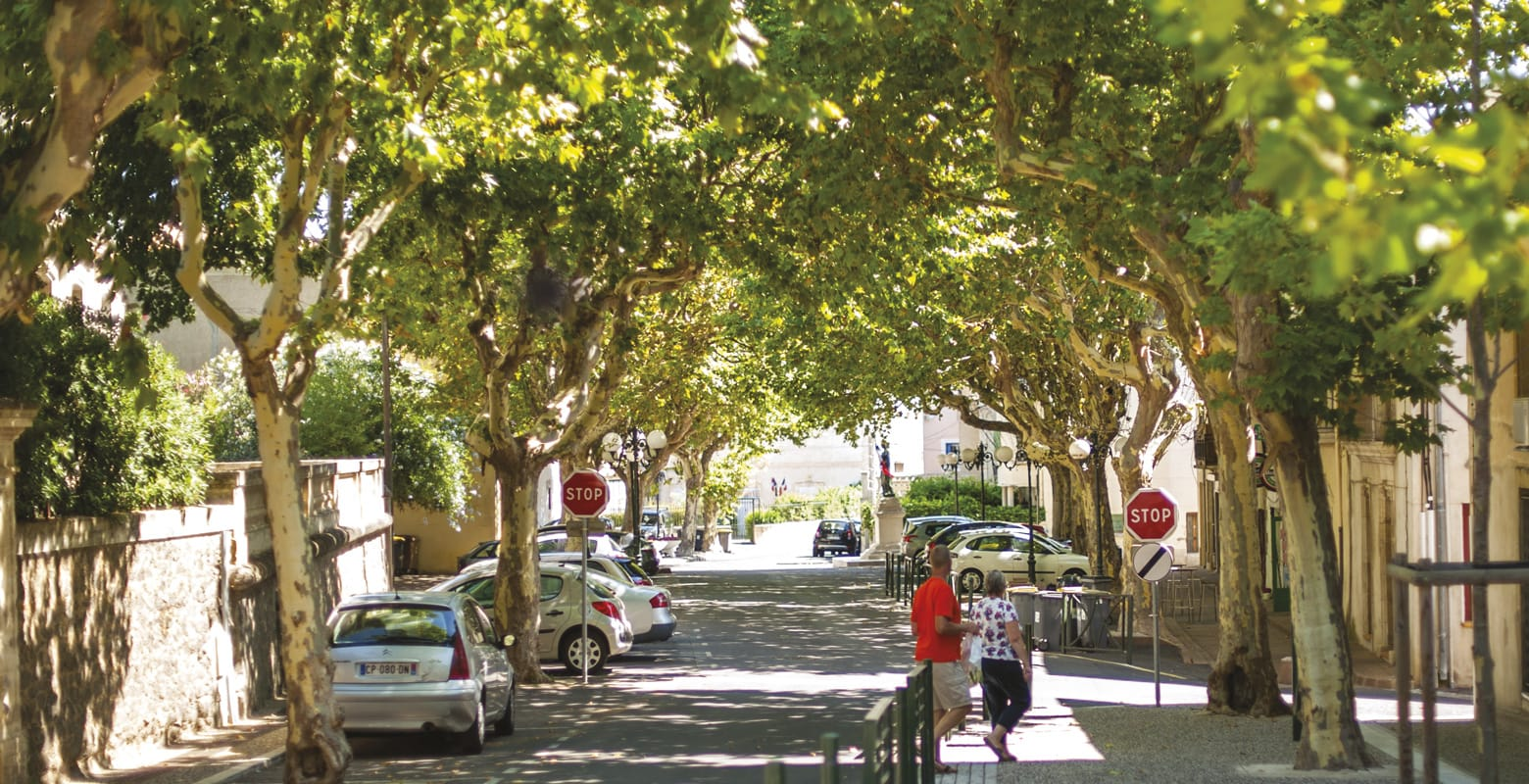
Place de la République dans le village-centre, photo prise depuis la Rue de la Vierge.
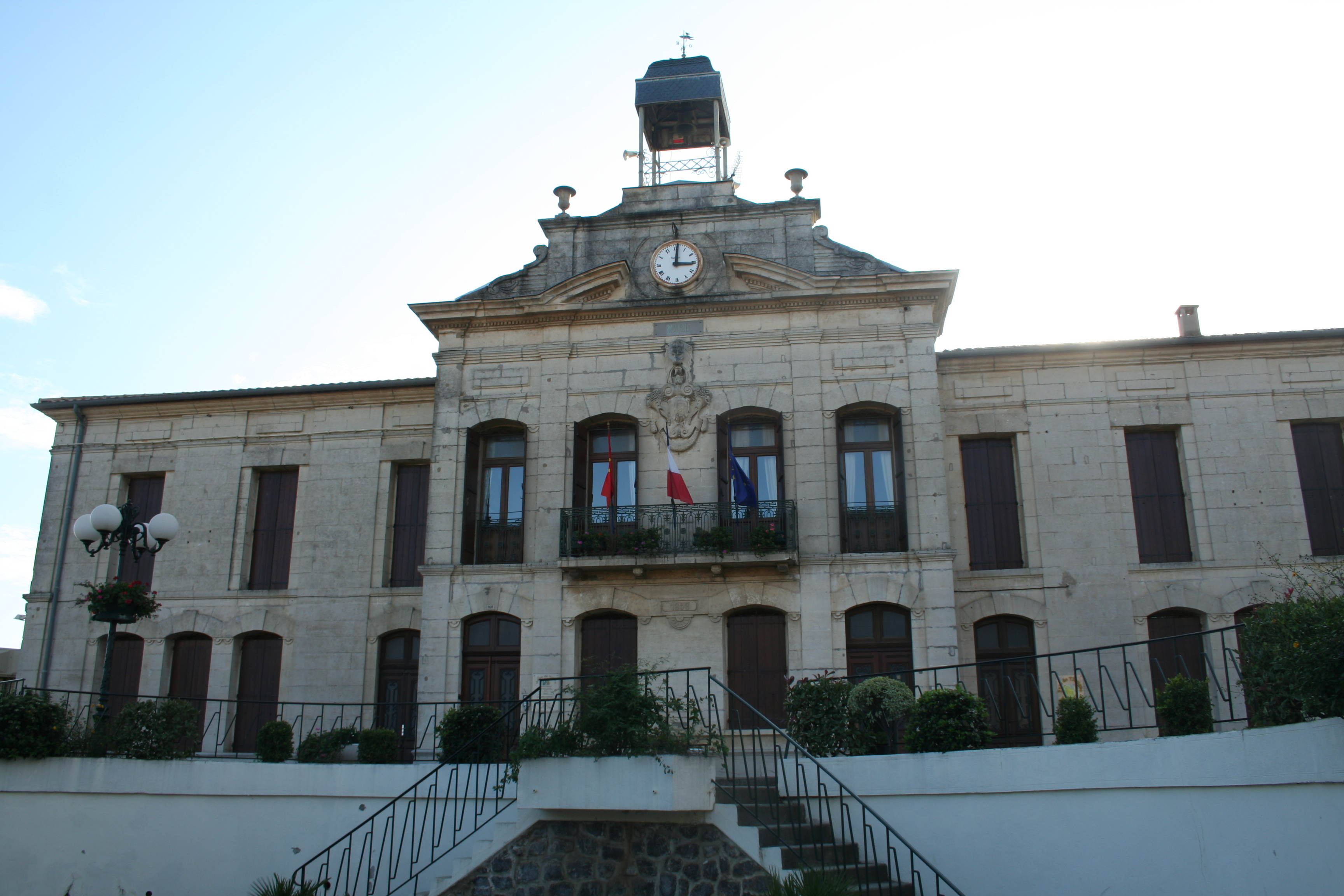
Mairie de Valros.
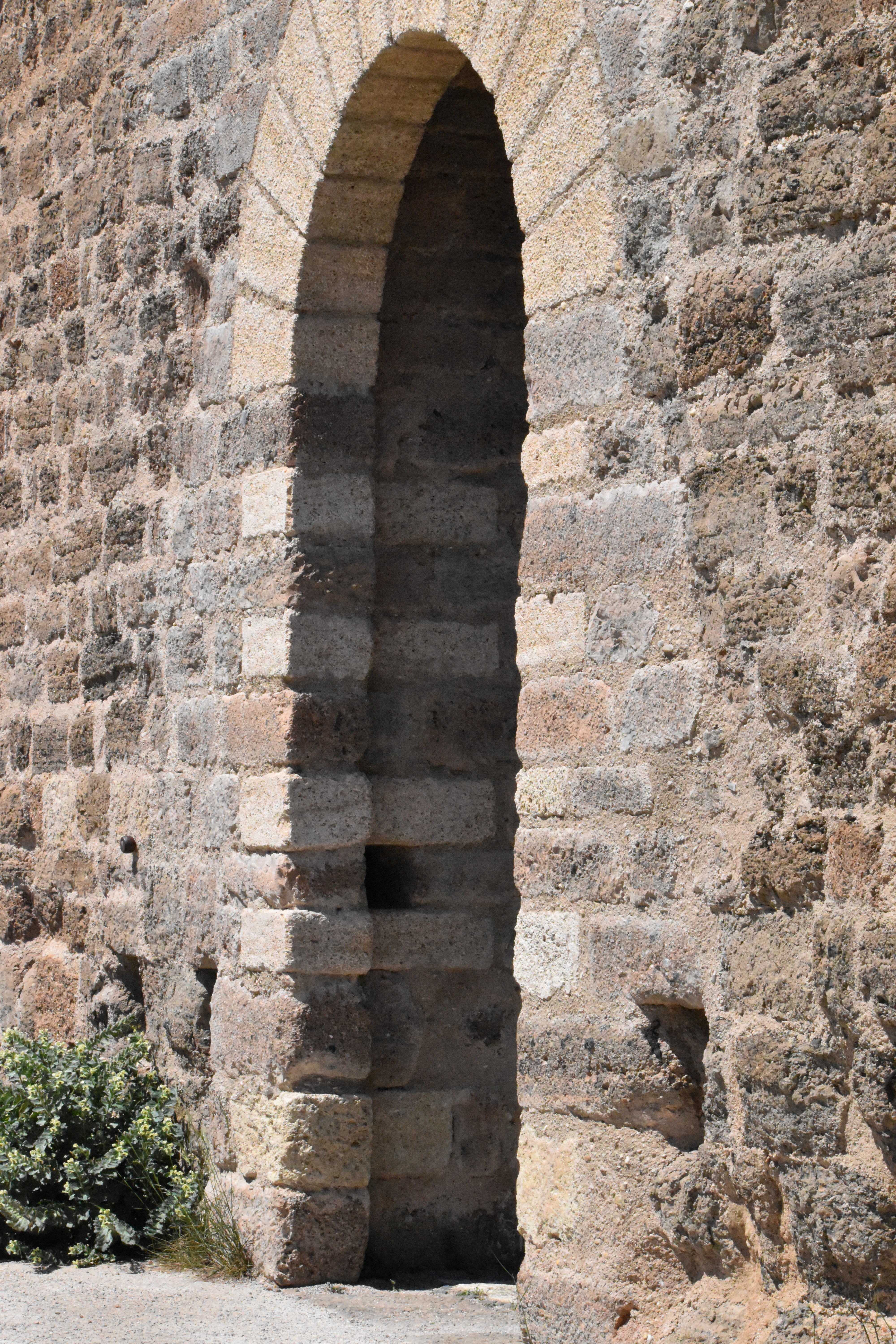
Porte de la Tour.
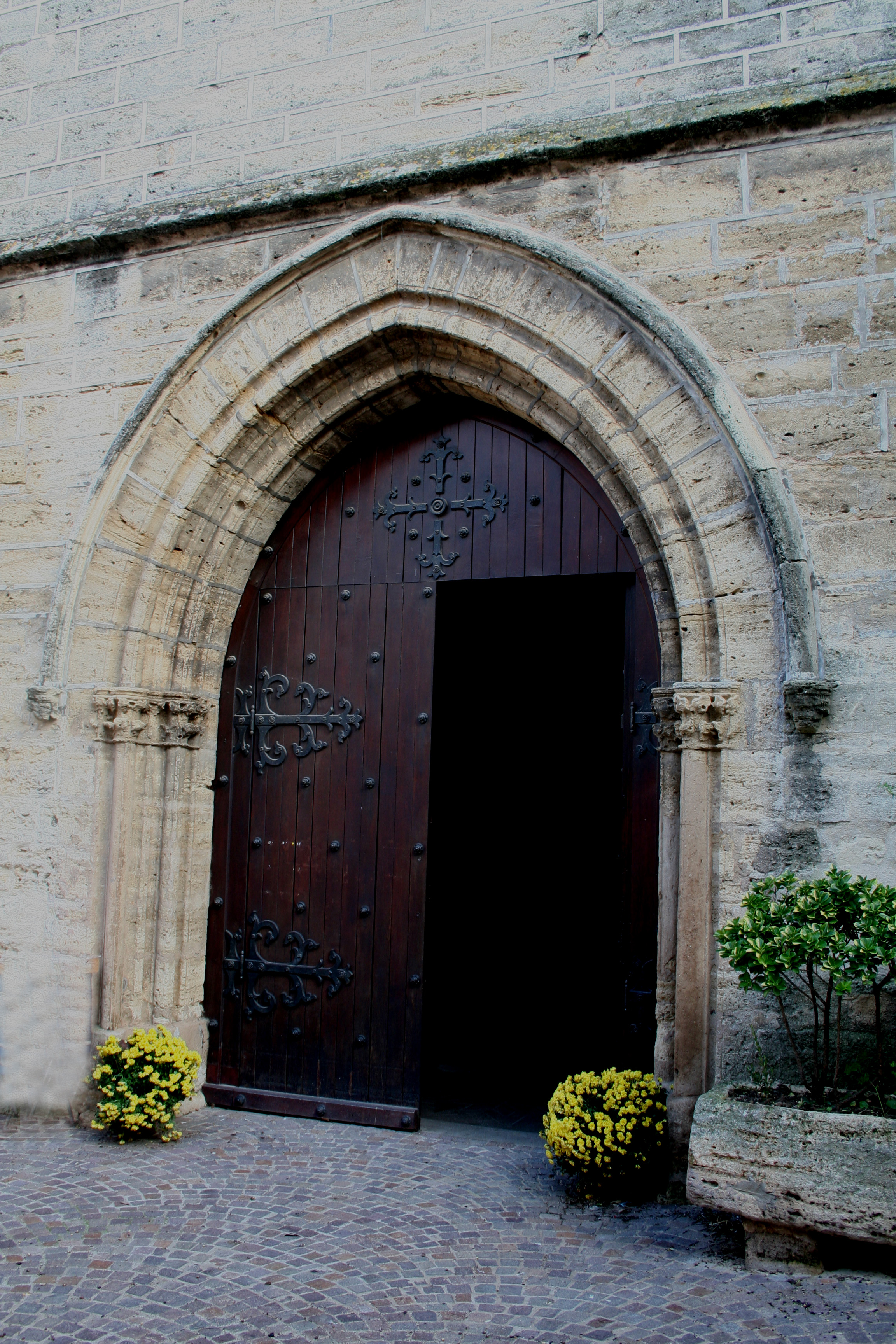
Porte de l'église Saint-Étienne.
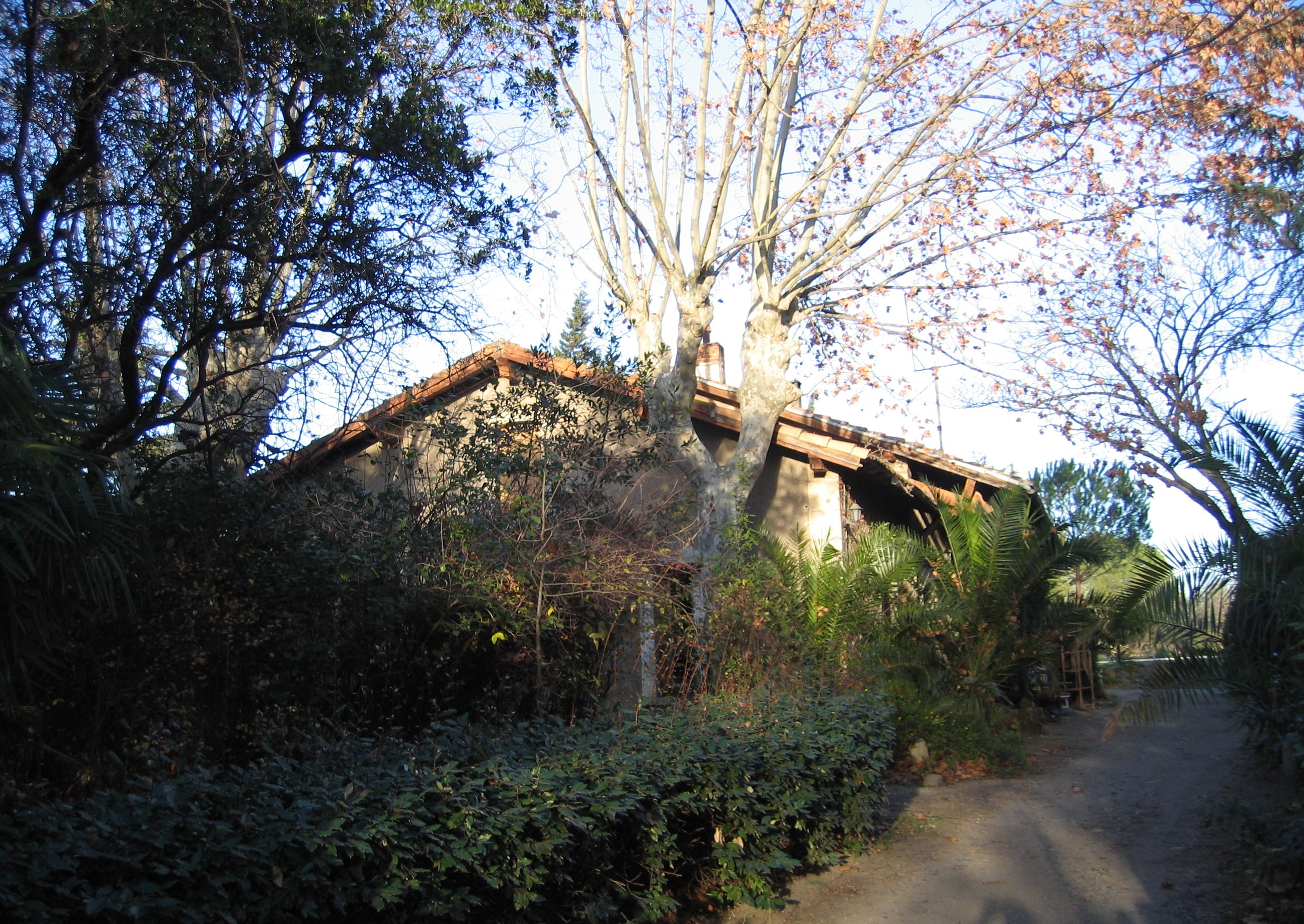
Ancienne gare de Valros, aujourd'hui transformée en habitation, les rails sont encore visibles depuis l'Avenue du Petit Train.
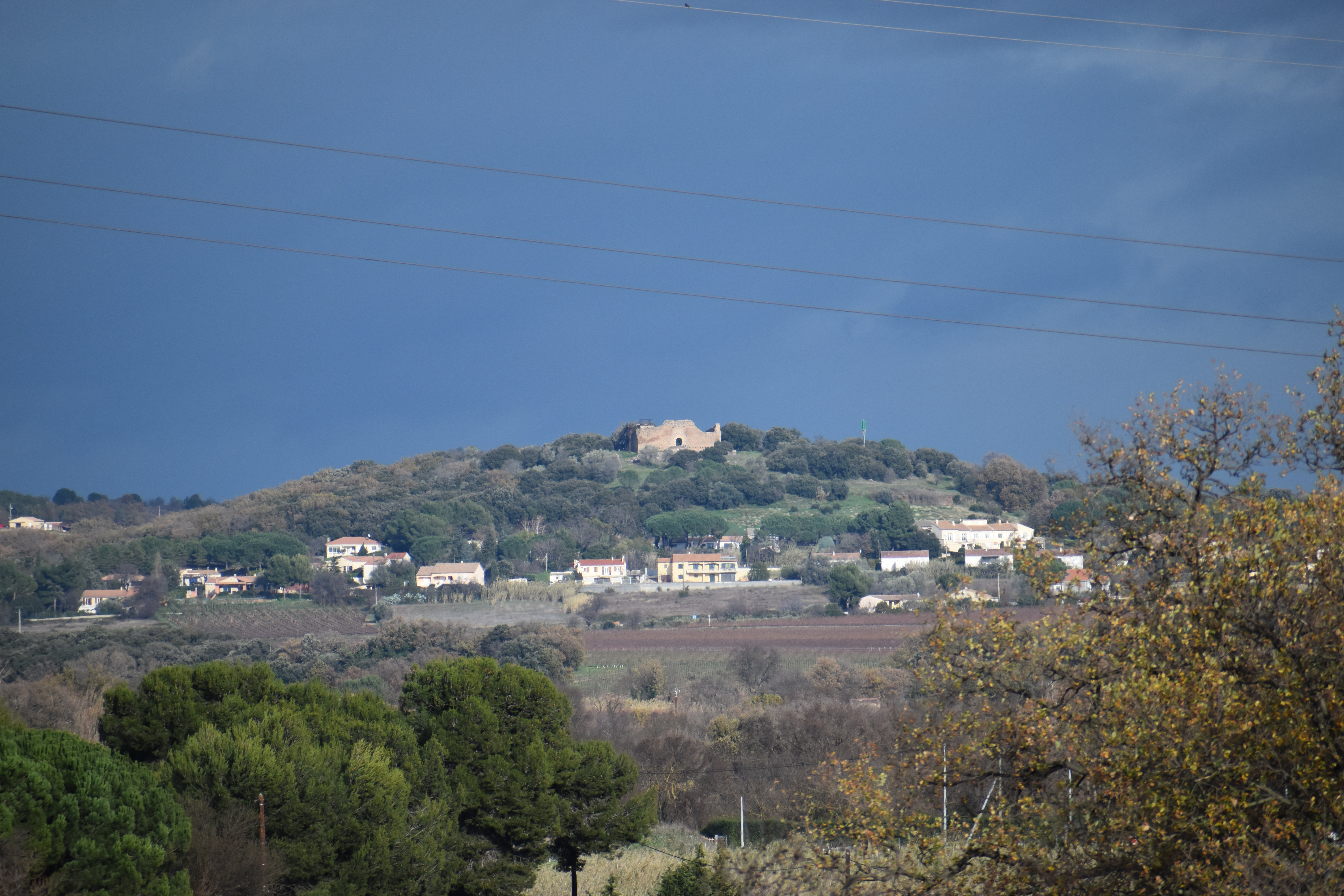
Tour de Valros vue depuis Servian.

Valros : statues et monuments
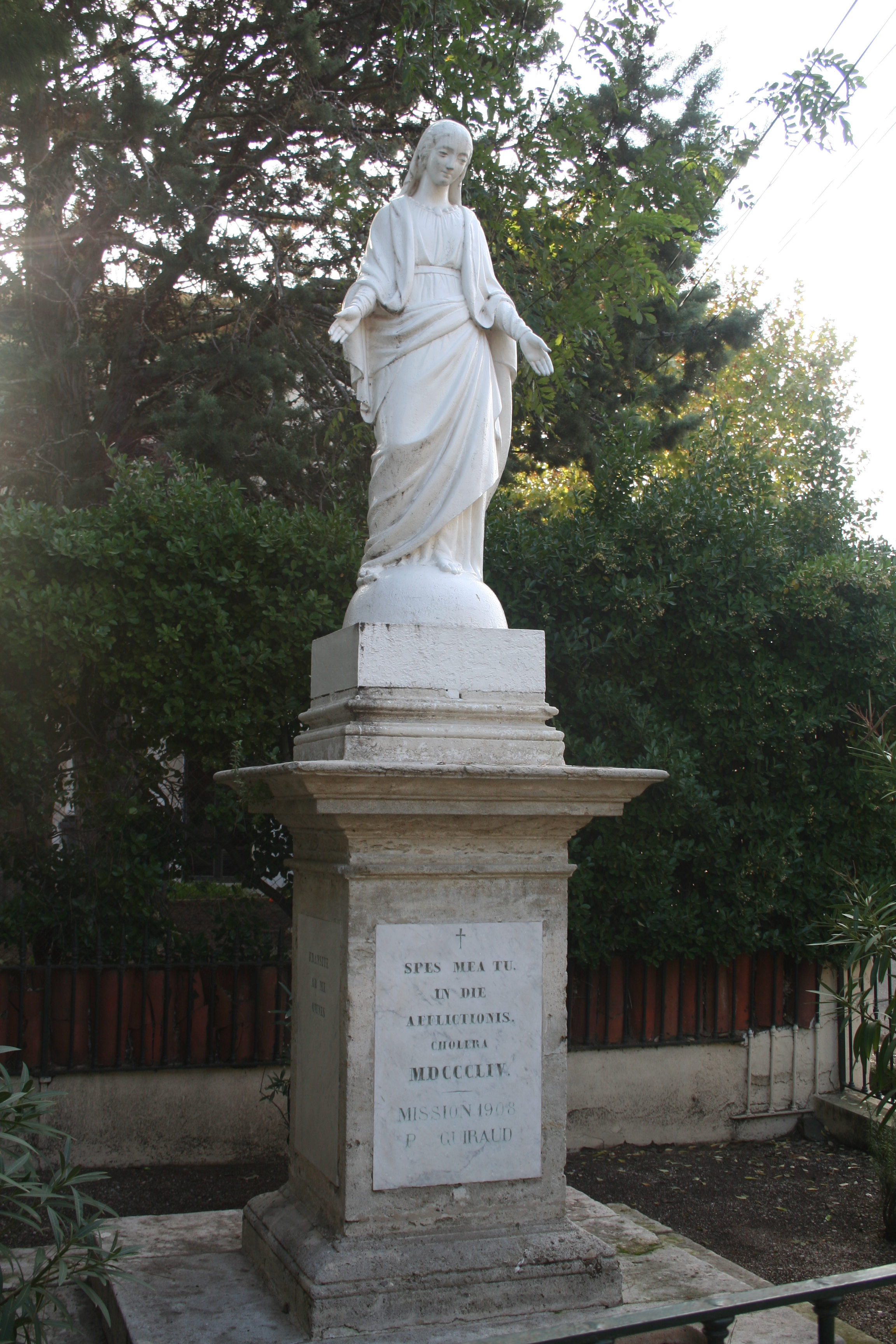
Statue de la Vierge, dans le centre.
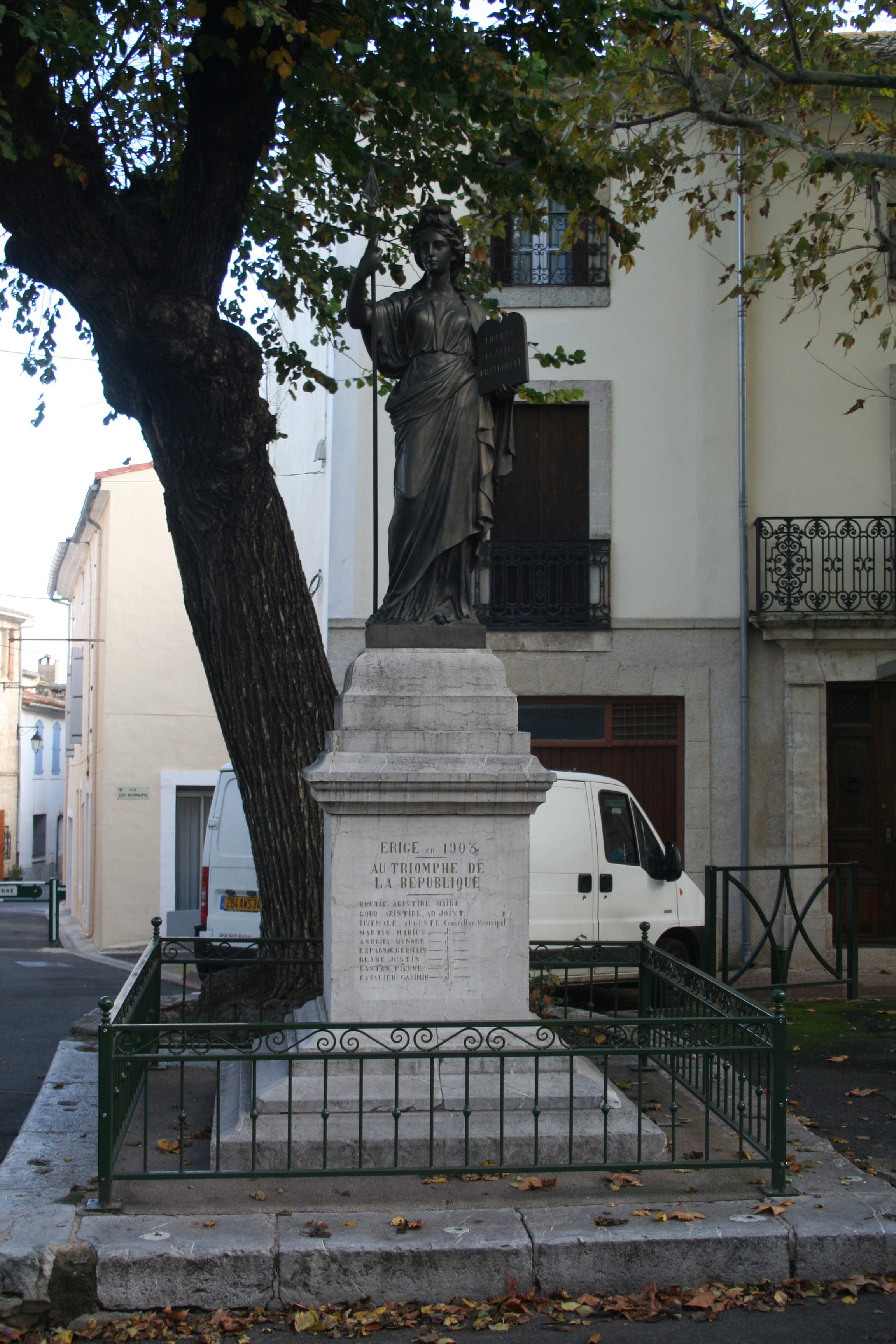
Statue de la Marianne, Place de la République, cette dernière regarde les Valrossiens « morts pour la France ».
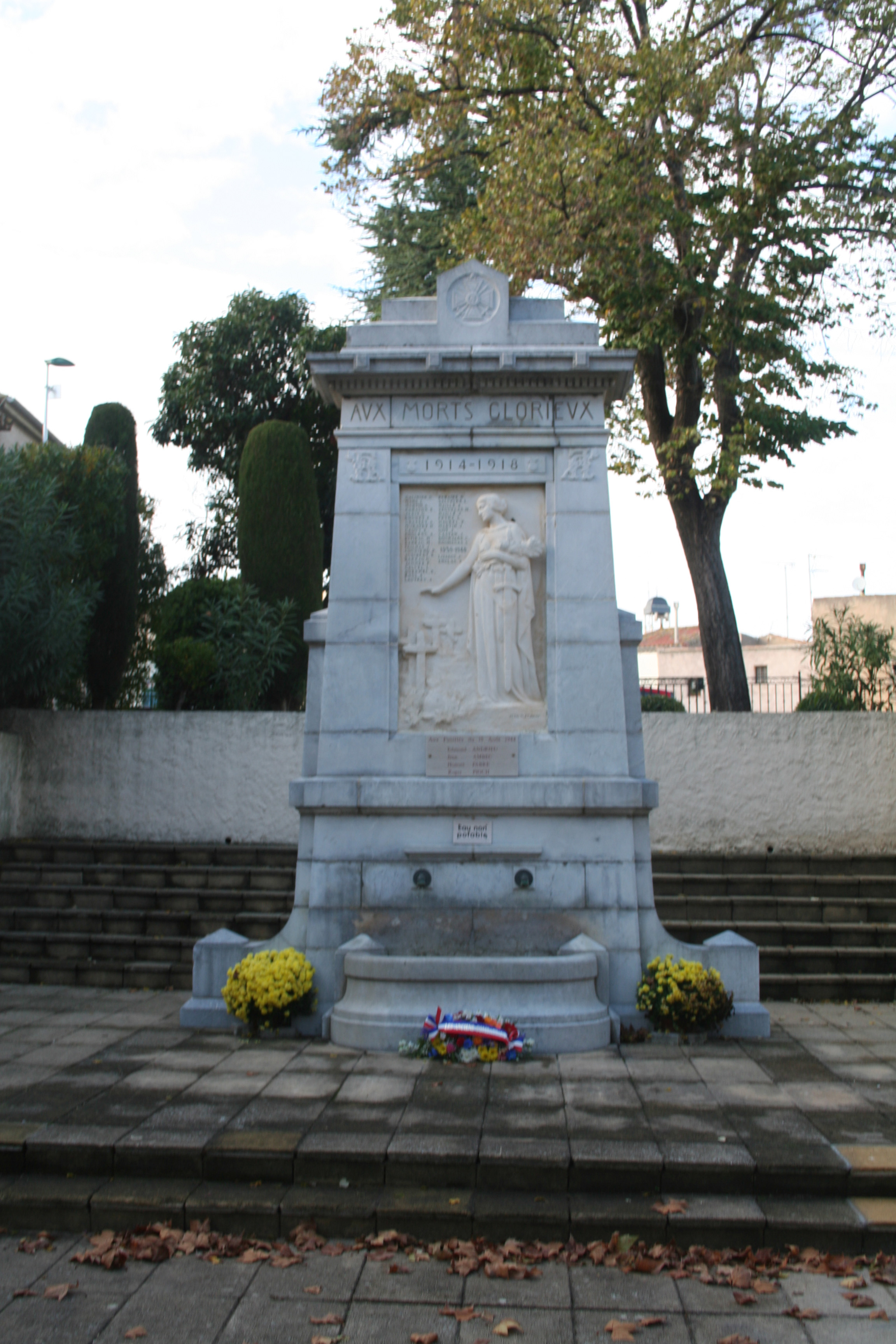
Monument aux morts du village, en face de la Marianne.